# Enderun Iskola

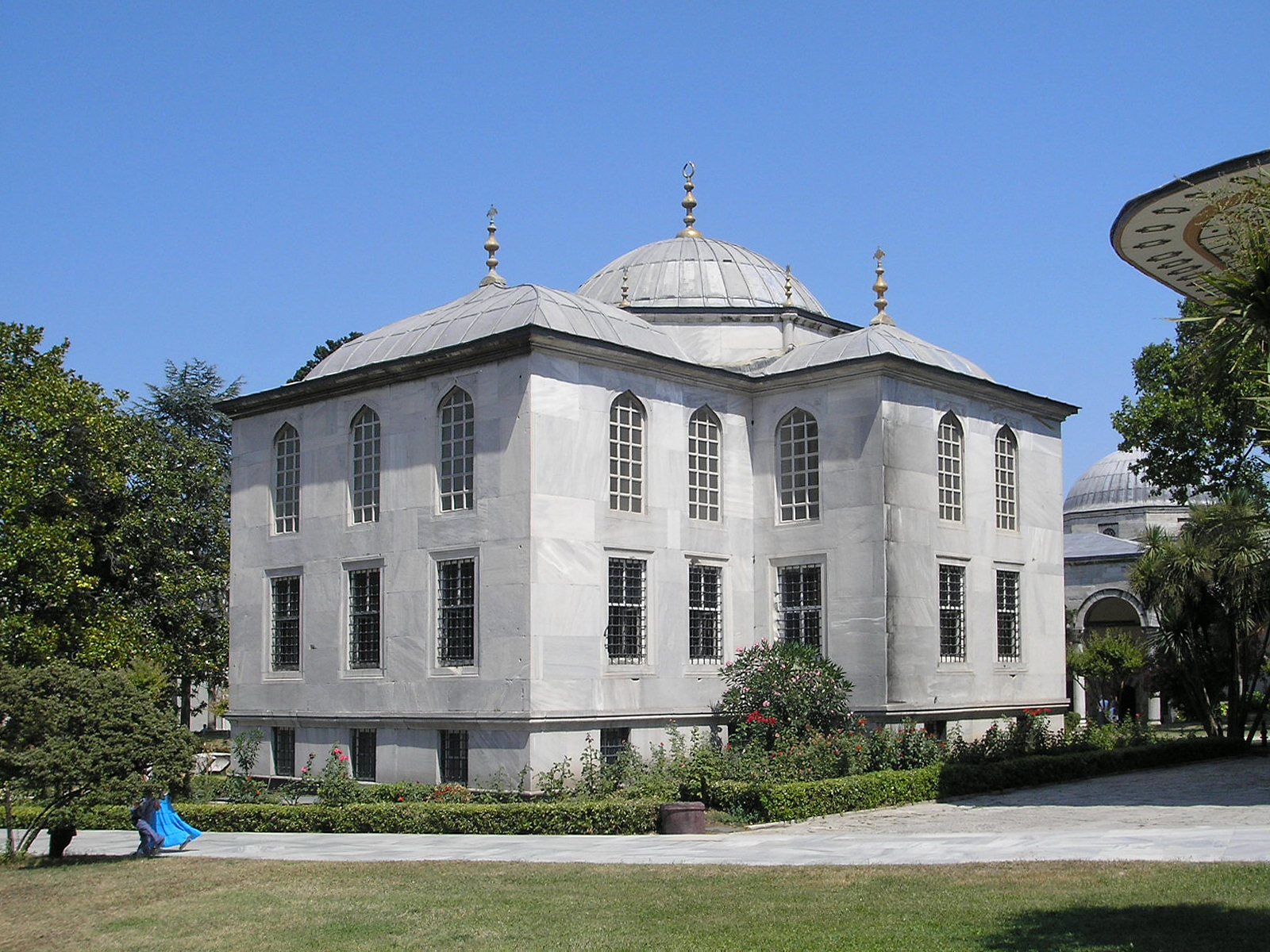
Az Enderun Könyvtár

Az Enderun iskola bentlakásos palotaiskola volt a Topkapi palotán belül. Leginkább az szultáni szeráj leendő urai és az Oszmán Birodalom janicsárjai nevelődtek itt. Az itteni diákokat elsősorban a devsirme révén toborozták, amely a keresztény rabszolgagyerekek iszlamizációjának rendszere volt az oszmán kormányzat és a janicsárok utánpótlására. Az évszázadok során az Enderun Iskola meglehetősen sikeres volt az oszmán államférfiak felnevelésére azáltal, hogy bevonta a birodalom különböző etnikai csoportjait, és közös muszlim oktatást adott nekik. Az iskolát az oszmán palota "Belső Szolgálata" (Enderûn) működtette, és mind tudományos, mind katonai célokat szolgált. A diplomásoktól elvárták, hogy a kormányzati szolgálatnak szenteljék magukat, és mentesek legyenek az alacsonyabb társadalmi csoportokhoz fűződő kapcsolatoktól.
Az Enderun Iskola nevelő munkáját a világ első tehetséggondozó programjának is nevezték.

## Fordítás
- Ez a szócikk részben vagy egészben  az   Enderun School című angol Wikipédia-szócikk ezen változatának fordításán alapul.  Az eredeti cikk szerkesztőit annak laptörténete sorolja fel. Ez a jelzés csupán a megfogalmazás eredetét és a szerzői jogokat jelzi, nem szolgál a cikkben szereplő információk forrásmegjelöléseként.